# Abas (Argos)

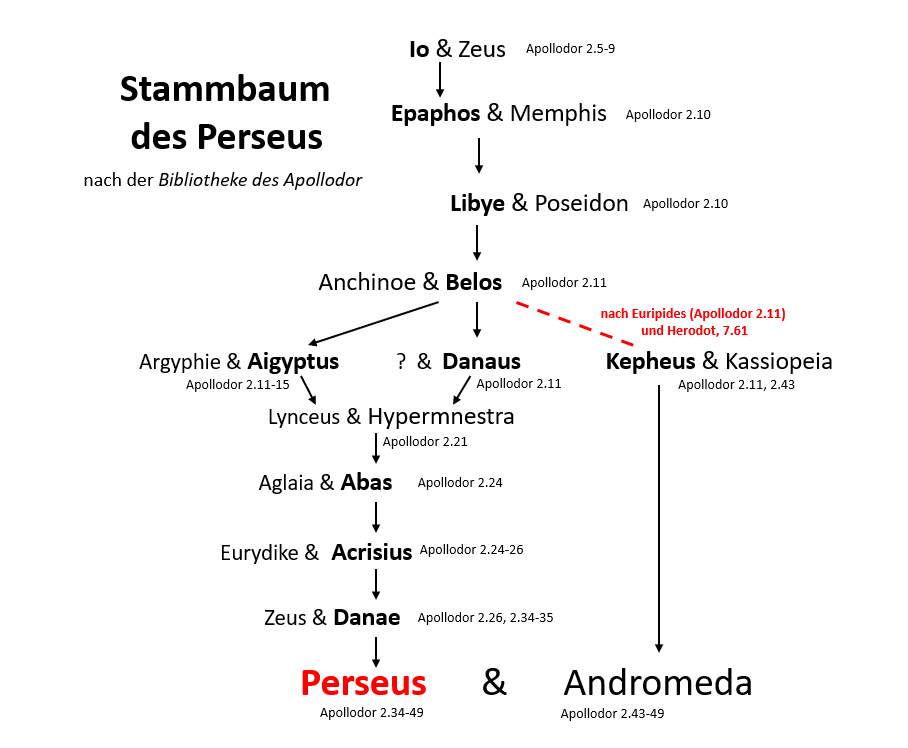
Stammbaum des Perseus

Abas (altgriechisch Ἄβας Ábas) ist eine Gestalt in der griechischen Mythologie. Er soll der Überlieferung nach der 14. König von Argos, Sohn des Lynkeus und der Hypermestra, sowie Enkel des Danaos gewesen sein. Er ist somit der Sohn der einzigen Danaide, die ihren Gatten nicht in der Hochzeitsnacht tötete. Weiter ist Abas ein Urahn des Perseus.
Abas war mit Aglaia verheiratet und Vater der Zwillinge Akrisios und Proitos, des Kanethos, der Eidomene sowie des Chalkodon. Ferner war er Großvater der Danaë und Urgroßvater des Perseus.
Nachdem Abas seinem Vater auf den Thron gefolgt war, zeichnete er sich als großer Eroberer aus. In Phokis gründete er die Stadt Abai  sowie in Thessalien das pelasgische Argos. Er soll Stammvater und Namensgeber des altgriechischen Stammes der Abanten gewesen sein und mit ihnen die Insel Euböa unterworfen haben. Der Ursprung des Namens der Abanten wird aber in den Quellen auch auf einen mythischen Abas mit anderem Stammbaum zurückgeführt, so auf einen Sohn des Poseidon und der Arethusa (vergleiche Abas (Sohn des Poseidon)), einen Sohn des Melampus (vgl. Abas (Sohn des Melampus)) oder einen Sohn des attischen Helden Alkon.
Besonders berühmt war der Schild des Abas, den er von seinem Vater Lynkeus geschenkt bekam, als er diesen über den Tod seines Großvaters Danaos informierte. Diesen Schild hatte Danaos einst in seiner Jugend getragen und später in das Heraion von Argos geweiht. Lynkeus stiftete anlässlich der Schenkung des Schildes an seinen Sohn ein Fest, bei dem statt eines Kranzes ein Schild als Siegespreis ausgesetzt war. Abas war ein so gefürchteter Krieger, dass nach seinem Tod rebellierende Völker, die er unterworfen hatte, sofort wieder Ruhe gegeben haben sollen, wenn ihnen nur sein Schild gezeigt wurde. Während des Trojanischen Kriegs gelangte Abas’ Schild in die Hände des Aeneas, der ihn als Weihgeschenk am Eingang des Apollontempels zu Actium aufhängte.